# ラモトレック環礁
ラモトレック環礁（英語: Lamotrek）は太平洋北西部カロリン諸島の環礁。ミクロネシア連邦のヤップ州に属しており選挙区を構成している。ラモトレック環礁は1 km2程度の島であるが、人口は2000年時点で373人である。

## 地理
環礁はエラート環礁の東11km、ヤップ環礁から東南東に915km程の位置に存在する。また、東に560km程の位置にはチューク環礁が存在する。
環礁は北東から南東に11.5km程であり、幅は最大6.5km程度である。合計の陸地面積は0.982km2で、環礁全体の面積は32km2である。
個別の島としては北西のFalaite、北東のPugue南東のLamotrekなどが存在する。

## 歴史
欧州人到来以前、Mailiyasの助言を得た族長のMweoiush統治の時代イファリク環礁からの侵略を受けていた。ラモトレックはヤップ島の女族長の外縁の島であったが、Mweoiush時代にイファリク環礁に敗北している。
カロリン諸島の多くの島と同じで、スペイン領東インドに領有後、1899年にドイツ帝国に売却され、第1次世界大戦後、大日本帝国が南洋庁の下委任統治することとなった。第2次世界大戦を経てアメリカ合衆国の信託統治領、太平洋諸島信託統治領となり、1979年のミクロネシア連邦独立後はヤップ州に属している。

## 註
- Columbia Gazeteer of the World. Vol. 1, p. 900

1. ↑  Yap State Census Report, 2000 ( PDF)
2. ↑  “Oceandots”. 2010年12月23日時点のオリジナルよりアーカイブ。2010年9月12日閲覧。